# دانا أبيلدا
دانا أبيلدا مواليد 18 أكتوبر 1996، هي لاعبة كرة يد كازاخستانية تلعب كوسط مدافع. مثلت منتخب كازاخستان لكرة اليد للسيدات.

## سجل المنافسة
شاركت في البطولات التالية:
- بطولة العالم لكرة اليد للسيدات 2015